# انفصال ديني
الانفصال الديني هو ترك دينٍ أو جماعة دينية أو مجتمع، وهو في كثير من النواحي عكس التحوّل الديني. يُستخدم العديد من المصطلحات الأخرى لهذه العملية، على الرغم من أن كلًا من هذه المصطلحات قد يحمل معانٍ ودلالاتٍ مختلفة قليلًا.
يستخدم الباحثون مجموعةً متنوّعة من المصطلحات لوصف الخروج، بما في ذلك الانشقاق والردّة والانفصال. هذا على النقيض من الحرمان، وهو الخروج عن مؤسّسةٍ دينية مفروضةٍ عقابيًا على عضوٍ، بدلًا من أن يكون قد اعتنقها بمحض إرادته.
إذا كان الانتماء الديني جزءًا كبيرًا من الحياة الاجتماعية للخارج وهويّته، فقد يكون الخروج تجربةً مؤلمة، وتفاقم بعض الجماعات الدينية العملية بإبدائها ردود فعلٍ عدائية ونابذة. ينظر بعض الأشخاص الذين ليسوا متديّنين على وجه الخصوص إلى الخروج على أنه ليس «بالأمر الجلل» ويترتّب عليه «آثارٌ قليلة على الصعيد الشخصي»، خاصةً إذا كان الخارجون أصغر سنًا ويقطنون دولًا علمانية.

## حقوق الإنسان
أعلنت لجنة الأمم المتحدة لحقوق الإنسان أن المادة 18 من العهد الدولي الخاص بالحقوق المدنية والسياسية «تحمي المعتقدات الألوهية واللا ألوهية والإلحادية، وكذلك الحقّ في عدم اعتناق أي دينٍ أو معتقد». وذكرت اللجنة كذلك أن «حرية الدين أو المعتقد أو تبنيهما تتطلّب بالضرورة حريّة اختيار الدين أو المعتقد، بما في ذلك الحق في تبديل الدين أو المعتقد الحالي بآخر أو تبنّي وجهات نظرٍ ملحدة». يُحظر على الموقّعين على الاتفاقية من «استخدام التهديد بالقوّة البدنية أو العقوبات الجزائية لإرغام المؤمنين أو غير المؤمنين» على التخلّي عن معتقداتهم أو التحوّل عنها. على الرغم من ذلك، لا تزال ديانات الأقليّات مضطهدةً في أجزاءٍ كثيرة من العالم.
في الوقت الذي تسمح معظم المجتمعات الغربية لمواطنيها باختيار دينهم، فإن العديد من الدول ذات الأغلبية المسلمة تمنع الأشخاص الذين تعترف بهم الدولة على أنهم مسلمون من تغيير دينهم.
ويُكره الفرد على الخروج الديني في بعض الحالات. تطرد بعض المجموعات الدينية المتديّنين فيها أو تحرمُهم. يشعر بعض أفراد أسرة الأشخاص الذين ينضمّون إلى طوائف أو حركاتٍ دينية جديدة بالقلق من أن الطوائف تستخدم غسيل الدماغ لإبعاد أولئك الأشخاص عن عائلاتهم، ويفرضون خروجهم من المجموعة بحزمٍ ويعيدون برمجتهم.

## مراحل الخروج عن الدين
يجادل برينكرهوف وبوركي (1980) بأن «الخروج عن الدين هو عمليةٌ اجتماعية تدريجية تراكمية يمكن أن يعمل فيها التوسيم السلبي «محفزًا» يسرّع رحلة الرّدّة برسم وتحديد اتجاهها». كما يجادلون بأن عملية الخروج عن الدين تشمل توقّف المعتنق عن الإيمان ولكنه يستمرّ في المشاركة في الشعائر، وأن عنصر الشك يكمن وراء العديد من الافتراضات النظرية التي تتناول الرّدّة.
في مقالها عن الراهبات السابقات، تصف إيبو (1988) أربع مراحل مُميّزة للخروج من الدور:
1. الشكوك الأولى
2. البحث عن بدائل واستعراضها
3. نقطة تحوّل
4. تحديد هويّة الدور السابق.

حافظت الغالبية العظمى من الراهبات السابقات على الكاثوليكية في العيّنتين اللتين درستهما إيبو.